# Slag om Engeland
De Slag om Engeland (Engels: Battle of Britain) was een luchtoorlog tijdens de Tweede Wereldoorlog tussen de Duitse Luftwaffe en de Britse Royal Air Force (RAF). De slag begon op 10 juli 1940 en verliep in vijf fasen tot hij eindigde op 31 oktober 1940. Het was de eerste luchtoorlog in de geschiedenis en vond plaats in een tijdsgewricht waarin de luchtvaart zich razendsnel ontwikkelde.
De inzet van de strijd was de instructie van Hitler tot het verkrijgen van luchtheerschappij door de Luftwaffe, om een amfibische invasie van Engeland via het Kanaal mogelijk te maken. De RAF haalde echter op overtuigende wijze een streep door die Duitse ambitie. Vanwege het daaruit voortvloeiende grote strategische belang voor de Tweede Wereldoorlog geldt de Slag om Engeland als klinkende overwinning van de Britten, die daarmee uiteindelijk niet alleen zichzelf, maar ook de hele Westerse beschaving hebben gered. De omstandigheid dat de luchtslag geheel werd uitgevochten door het relatief kleine aantal militairen van de Royal Air Force, ontlokte aan Churchill in diens legendarische rede voor het Lagerhuis op 20 augustus 1940 de gevleugelde woorden:
“Never in the field of human conflict was so much owed by so many to so few.”

## Voorgeschiedenis
De eerste vlucht van de gebroeders Wright was in 1903 en duurde twaalf seconden. Tien jaar later waren er toestellen die een uur konden vliegen met snelheden van ca. 150 km/h. Weer tien jaar later konden ze honderden kilometers afleggen met een snelheid van 300 km/h en een lading van 1000 kilogram bommen. De ontwikkelingen gingen zo snel dat een op de tekentafel up-to-date vliegtuig bij aflevering van het eerste geproduceerde exemplaar al technisch verouderd was. In de Eerste Wereldoorlog werden nog alleen dubbeldekker-jagers gebruikt, maar sindsdien waren er twee- en driemotorige bommenwerpers gekomen en geheel metalen, aerodynamische – en dus veel snellere – eendekkers als jachtvliegtuigen. De Luftwaffe was de modernste en veruit grootste luchtmacht ter wereld, waar de Britten snel een tegenwicht voor moesten ontwikkelen. De slag om Engeland had daardoor ook sterk het karakter van een technologie-oorlog.

### Situatie in het Verenigd Koninkrijk
De bommenwerper was als nieuw wapen door de Duitsers met succes toegepast in de Spaanse Burgeroorlog; door de Japanners in China en door de Italianen in Abessinië. Voor Groot-Brittanië, dat als eiland altijd voor zijn veiligheid had gezorgd met een indrukwekkende oorlogsvloot, bracht dit een fundamentele verandering teweeg. De overheersende gedachte was dat er geen afweermiddel bestond dat doeltreffend een bommenwerper tegen kon houden: 'The bomber will always get through' (de bommenwerper komt overal doorheen). Dit denkbeeld was sterk gepropageerd door Stanley Baldwin, die tussen de beide wereldoorlogen een dominante rol speelde in de Britse – sterk pacifistisch getinte – politiek en die van juni 1935 tot mei 1937 voor de derde keer minister-president was. Er was daarom besloten een vloot zware strategische bommenwerpers te bouwen, die als afschrikmiddel moest dienen (zoals later in de Koude Oorlog de kernwapens). Wie Groot-Brittanië bombardeerde, moest rekenen op vergeldingsbombardementen.
Deze doctrine was niet onomstreden en kantelde toen in 1936 Hugh Dowding de leiding kreeg over de Britse luchtverdediging. Hij had daarmee een unieke positie: het commando over de jachtvliegtuigen van de RAF: Fighter Command; over de luchtafweer Anti-Aircraft Command; over de ballonversperringen Balloon Command en over de waarnemingsdienst het Observer Corps. Dowding achtte het idee van strategische bombardementen waarbij burgerbevolking wordt gedood, hoogst verwerpelijk en vond een medestander in Neville Chamberlain, die in 1937 Baldwin opvolgde als minister-president. Dowding wilde dat de prioriteiten voor de herbewapening van de luchtmacht zouden worden verlegd naar jachtvliegtuigen.
Hierbij was een belangrijke rol weggelegd voor Thomas Inskip, die 'Minister van coördinatie van defensie' was geworden. Dat was gebeurd onder druk van Winston Churchill, die als enige al jaren luidkeels waarschuwde voor de Duitse herbewapening. Inskip was advocaat en had de benoeming te danken aan zijn totaal ontbrekende kennis van defensiezaken. Baldwin had de ministerspost namelijk met tegenzin in het leven geroepen en ervoor gezorgd dat deze niet naar Churchill zelf zou gaan en op deze manier ook zo onbelangrijk mogelijk zou blijven. Inskip ontpopte zich echter als een behendig politicus en sloot zich aan bij de wens van Dowding met als politiek argument dat jagers aanzienlijk goedkoper waren dan bommenwerpers, waarmee goedkeuring kwam voor de aanbesteding van toestellen volgens de specificatie F.7/30 van Dowding. Daaruit kwamen uiteindelijk twee voortreffelijke gevechtsvliegtuigen voort: de Hawker Hurricane en de Supermarine Spitfire. Beide toestellen werden voorzien van de nieuwste vliegtuigmotor: de Rolls-Royce Merlin en ze waren bewapend met hetgeen volgens de berekeningen van Ralph Sorley nodig was om een bommenwerper effectief neer te kunnen halen: acht stuks (vier in elke vleugel) 7,7mm-Browning-machinegeweren met een vuursnelheid van 1000 schoten per minuut.

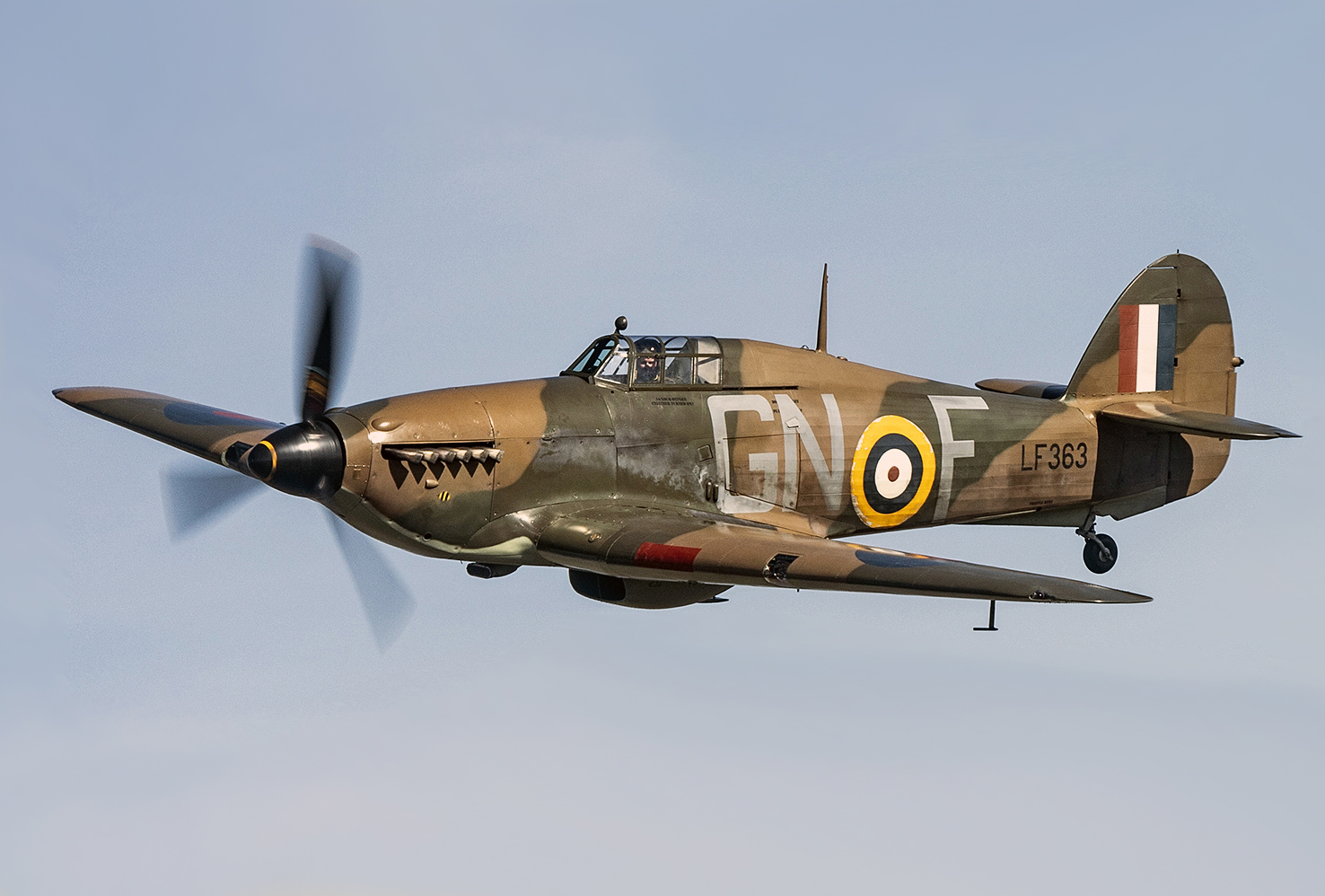
Hawker Hurricane van het eskader 501

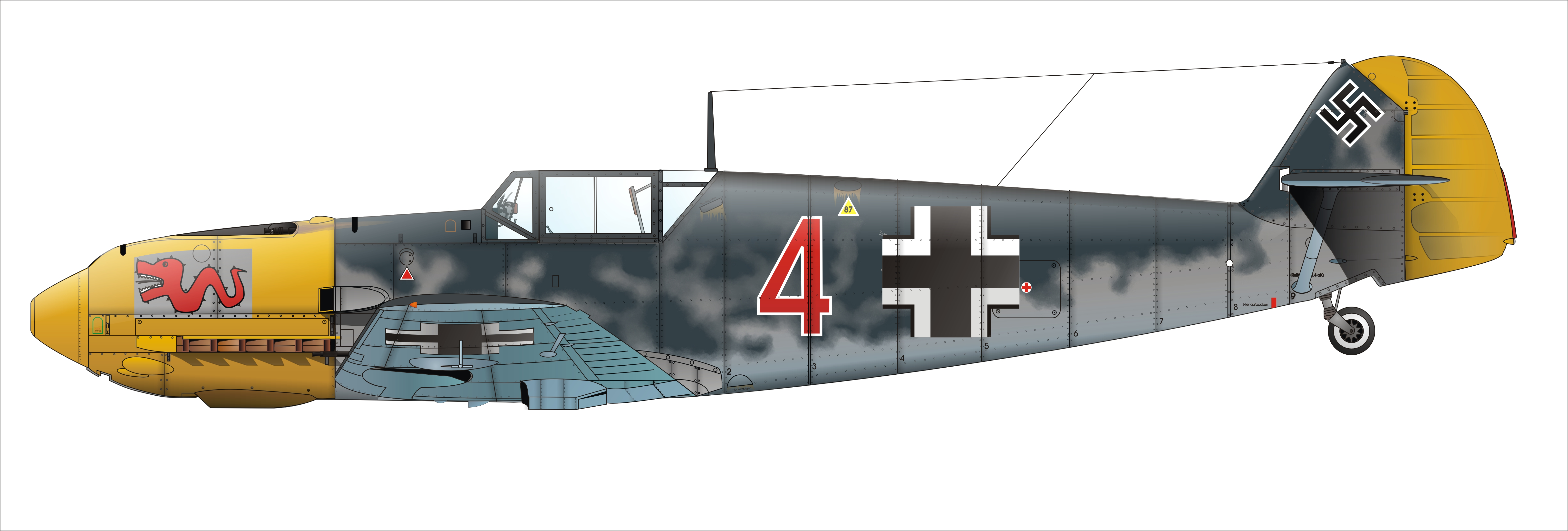
Messerschmitt Bf 109E-3, die bij de Slag om Engeland werd gebruikt en die van de Duitse piloten de troetelnaam 'Emil' (van E) kreeg. Het toestel werd aangedreven door een Daimler-Benz 601-A-1 die net als de Rolls-Royce Merlin ca. 1000 pk leverde.

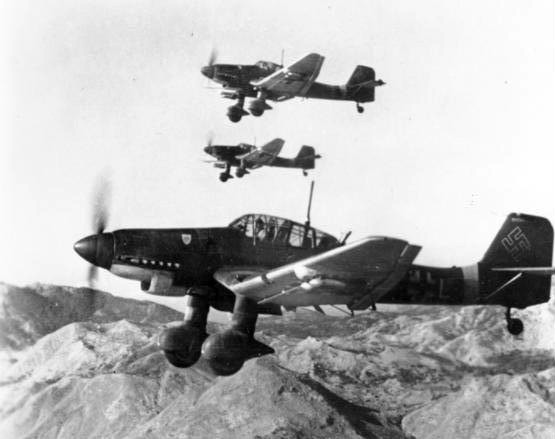
De unieke Junkers 87 duikbommenwerper Stuka (voor: Stürzkampfflugzeug) met de karakteristieke geknikte 'omgekeerde meeuw'-vleugels en vast landingsgestel. Het toestel was ontworpen voor de ondersteuning van de landmacht en voldeed ook prima tegen de konvooien. Toen het echter op 16 en 18 augustus 1940 werd ingezet tegen de Engelse vliegvelden, hadden de Britse jagerpiloten wat zij noemden een 'Stuka-party'

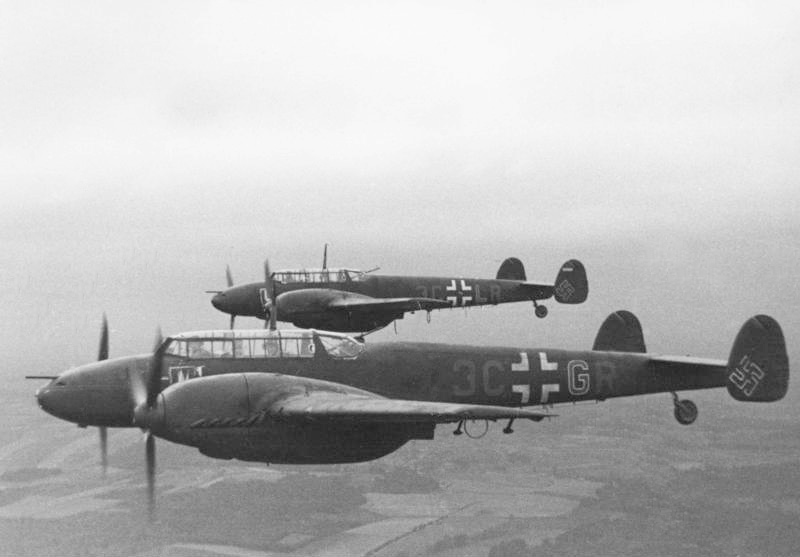
Messerschmitt Bf 110 jachtbommenwerpers

Dowdings grootste verdienste lag in de realisering van het later naar hem genoemde verdedigingssysteem. Toen wetenschappers onder leiding van Robert Watson-Watt hem in 1935, op welk moment hij nog hoofd was van de sectie onderzoek en ontwikkeling van de luchtmacht, benaderden met de vinding dat vliegtuigen door middel van radiogolven zouden kunnen worden uitgepeild, was hij – na een geslaagde eerste proef – graag bereid om aan de ontwikkeling daarvan geld te besteden. Hij werd uiteindelijk de bouwer van een zeer geavanceerd systeem van early warning met radartorens, fijn vertakte communicatielijnen en operations rooms (controlekamers) waar de informatie, na eerst te zijn geëvalueerd in een filter room, werd gevisualiseerd op een enorme landkaart op een tafel terwijl de status van de eigen eskaders met verschillend gekleurde lampjes op een van de muren werd weergegeven. Hijzelf had de landelijke centrale in Bentley Priory en elk van de vijf groepen van Fighter Command had er een voor de aansturing van de eigen eskaders via de sectorstations.
Ook de benoeming van Lord Beaverbrook tot minister van Vliegtuigproductie was van grote invloed. Hij had de taak om zo vlug en zo veel mogelijk vliegtuigen te produceren. Dankzij hem had de RAF na de Slag om Engeland meer vliegtuigen dan ervoor. Hij slaagde erin tijdens die periode ongeveer 500 Hurricanes en Spitfires te laten bouwen. Fighter Command had daardoor nooit een tekort aan vliegtuigen, alleen aan ervaren piloten.
Dankzij de vooruitziende blik van Ernest Hives, die general manager was van Rolls Royce, liep de productie van de Merlin-motoren, die voor de beide Britse jagers de krachtbron vormden, zelfs voor op die van de vliegtuigen.

### Situatie in Duitsland
Hitler was er nooit op uit geweest oorlog met het Verenigd Koninkrijk te voeren. Hij had bewondering voor haar enorme wereldrijk en hij ging ervan uit dat de Britten wel vrede zouden sluiten als Frankrijk verslagen was. Frankrijk viel na bijna zes weken strijd op 22 juni 1940, na de Slag om Frankrijk. Na een maand te hebben gewacht dreigde Hitler op 19 juli met een aanval op het Verenigd Koninkrijk indien het niet onmiddellijk de wapens neerlegde. In de zojuist aangetreden regering, die geleid werd door Churchill was de pacifist Lord Halifax minister van Buitenlandse Zaken. Die was geneigd vrede te sluiten, maar moest onder druk van Churchill en het parlement Hitlers voorstel tot wapenstilstand afwijzen.
Hitler zag zich toen genoodzaakt zijn dreigementen kracht bij te zetten. Op 21 juli viel de beslissing om het Verenigd Koninkrijk binnen te vallen: Operatie Seelöwe. In zijn Weisung (instructie) 16 schreef Hitler: “Ik zal altijd winnen.”
Omdat Engeland, ondanks zijn hopeloze militaire positie, geen tekenen toont dat het een compromis wil sluiten, heb ik besloten om een landing in Engeland voor te bereiden en, zo nodig, uit te voeren.
Mussolini's schoonzoon, Graaf Ciano, die in Italië de post van minister van Buitenlandse zaken bekleedde, schreef in zijn dagboek:
Hitler is de gokker die zijn grote slag heeft geslagen en van de tafel zou willen opstaan om niets meer te riskeren.
De Duitse legerleiding dacht dezelfde tactiek toe te passen als bij de oversteek van de Maas, maar de verhouding van de in te zetten middelen tot de grootte van de opgave was heel anders. Generaal Alfred Jodl zei het zo:
in vorm gelijk aan het oversteken van een rivier over een breed front.
Om de Britse vloot op afstand te houden tijdens de oversteek van het Kanaal zouden de duikbommenwerpers Stuka's worden ingezet, maar die waren niet opgewassen tegen de Britse jagers, zodat eerst luchtoverwicht vereist was. Hitlers opdracht aan de Luftwaffe luidde daarom, de  RAF te vernietigen en daarbij zelf nog sterk genoeg te blijven om daarna  Seelöwe uit te voeren.
Erich Raeder, Duits groot-admiraal en bevelhebber van de vloot, geloofde niet in een invasie. Hij had respect voor de Royal Navy, die op dat moment veruit de grootste oorlogsvloot van Europa vormde. Duitsland beschikte ook niet over landingsvaartuigen voor het overzetten van materieel en manschappen. Er werden wel voorbereidingen getroffen zoals het verzamelen van grote aantallen binnenschepen en kustvaarders in de zeehavens, maar Raeder zelf nam het niet serieus. De Kriegsmarine stelde een plan voor om vlak bij Dover een bruggenhoofd te slaan. De route zou met zeemijnen en onderzeeboten worden beschermd. Er zouden dan tien dagen nodig zijn om de eerste aanvalsmacht aan land te zetten. Dit wekte woede op bij de Wehrmacht. Die wilde over een breed front landen en daarbij 260.000 man, 30.000 voertuigen en 60.000 paarden overbrengen en beschouwde de middelen die de Kriegsmarine ter beschikking stelde als volstrekt onvoldoende.

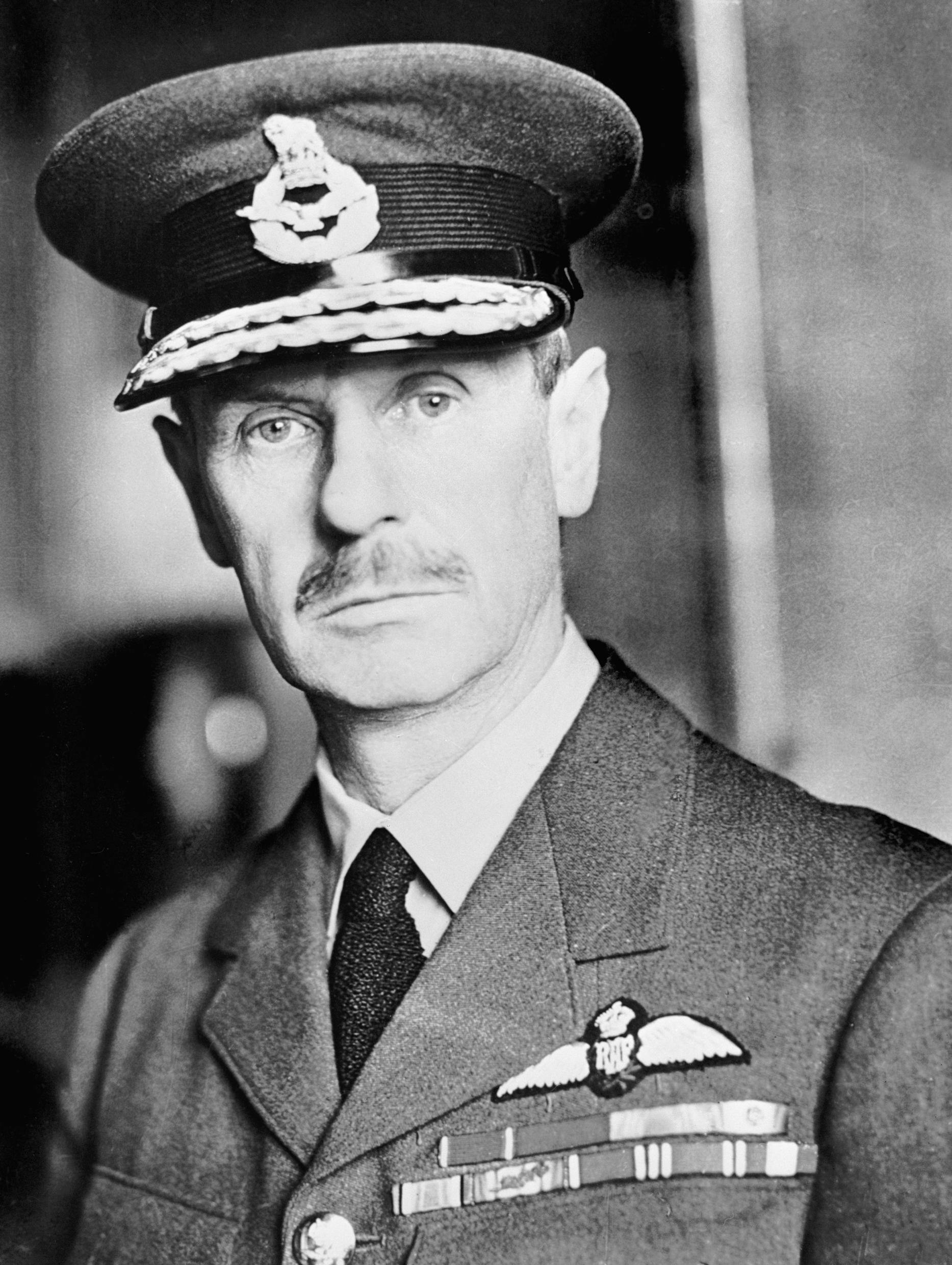
Lord Hugh Dowding, bijgenaamd 'Stuffy'

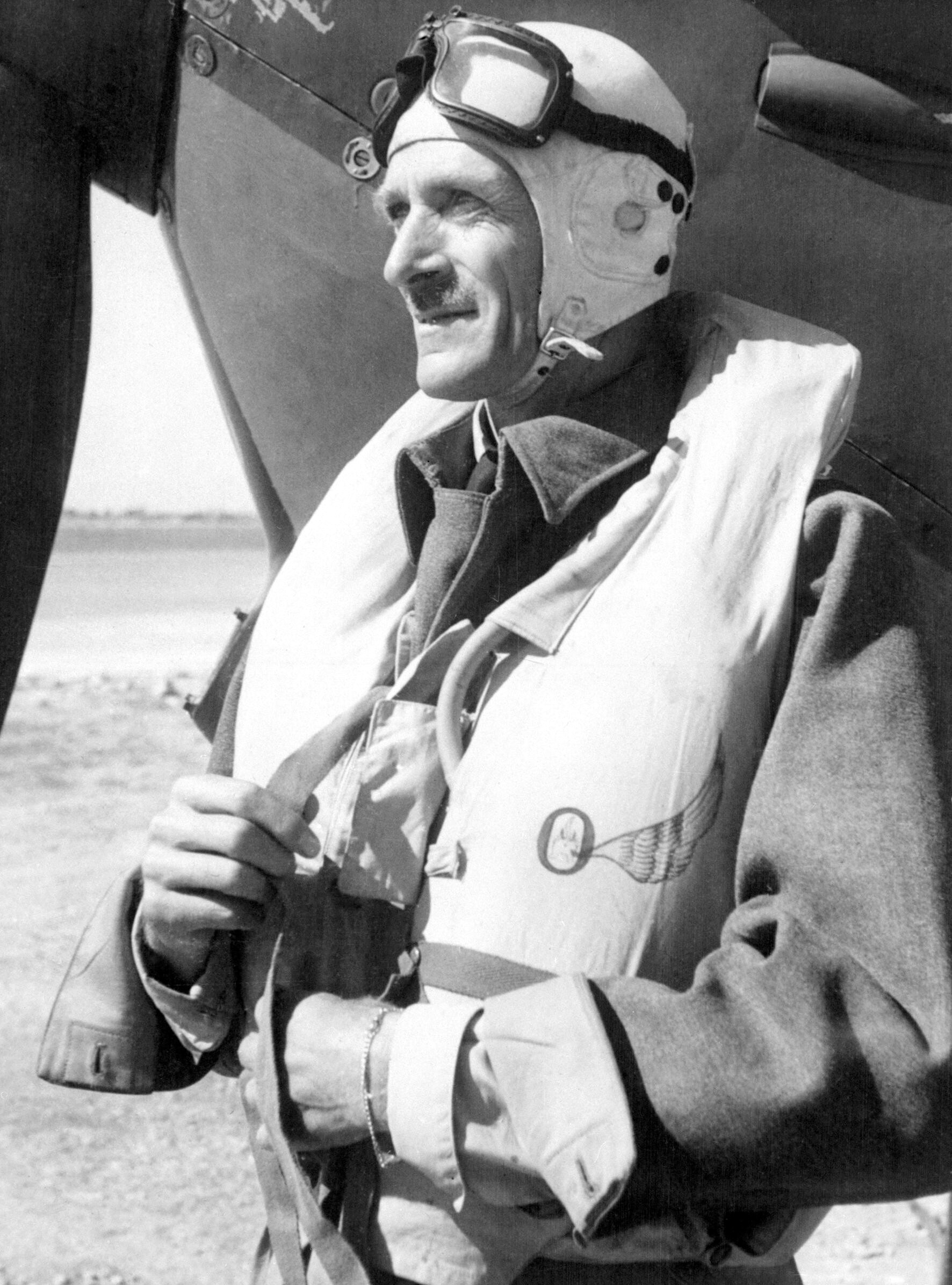
Sir Keith Park, staande voor zijn Hurricane 'OK1' waarmee hij steeds de vliegvelden in zijn Groep (11) bezocht om voeling te houden met zijn piloten, door wie hij op handen werd gedragen.

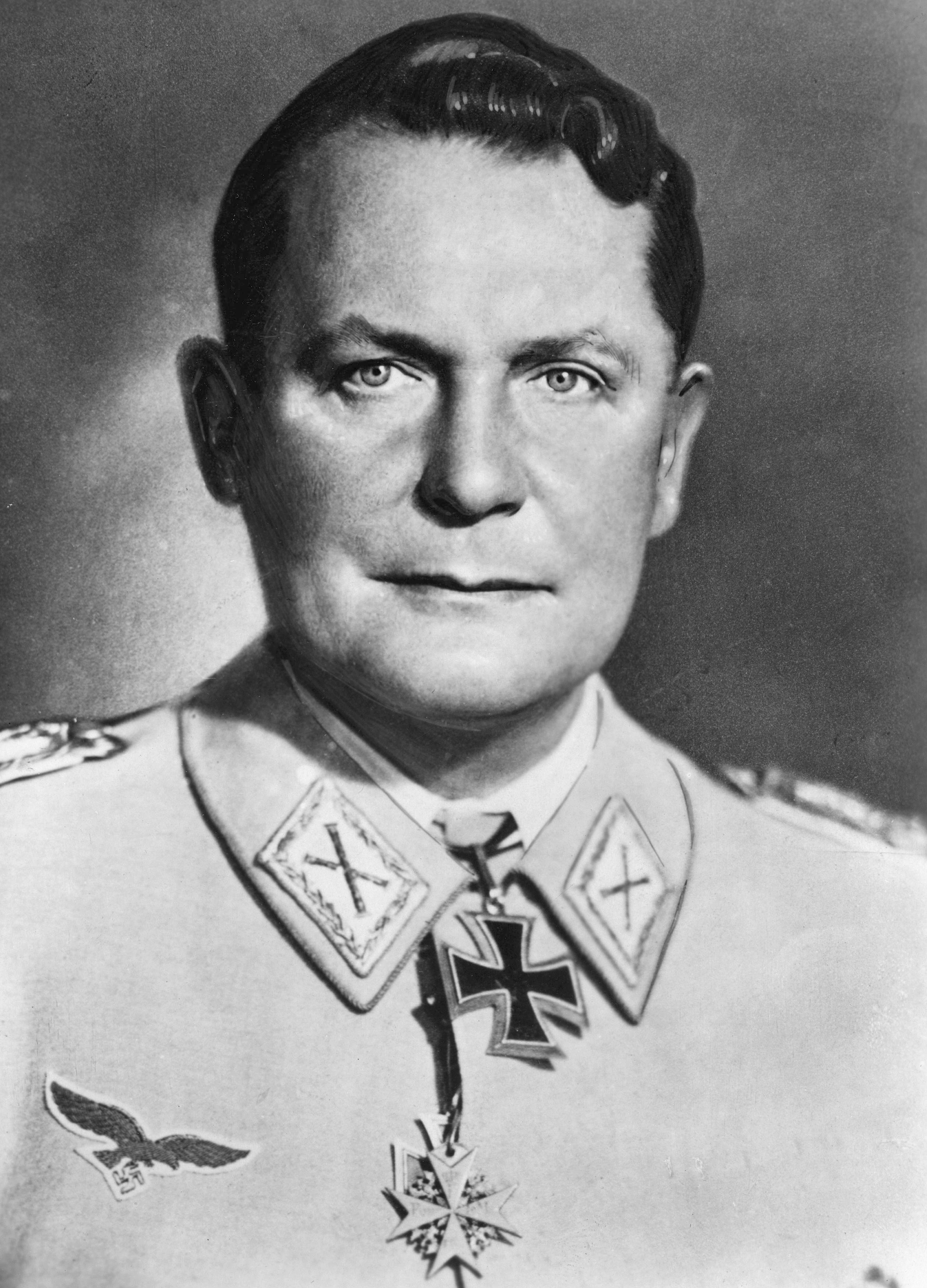
Hermann Göring, (spotnaam: 'Der Dicke') in 1943. De foto is erg complimenteus want Göring was extreem corpulent. Hij leed ook aan een ernstige morfineverslaving, die hij had overgehouden aan de toediening van morfine bij behandeling van een schotwond, opgelopen bij de Bierkellerputsch van 1923.

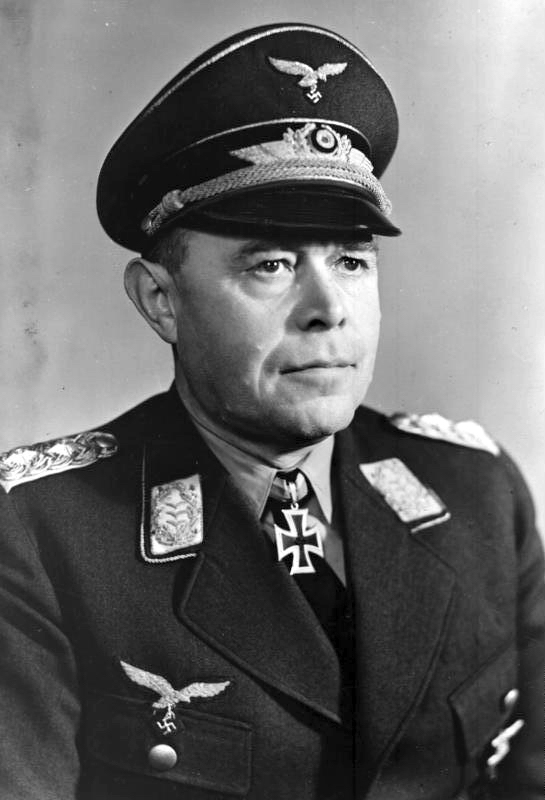
Albert Kesselring, bijgenaamd Smiling Albert (Duits: Der lächelnde General). Hij en Park stonden later in de strijd om Malta weer tegenover elkaar en Park versloeg hem toen opnieuw met dezelfde tactiek. Kesselring was een zeer bekwame generaal. Hij kreeg uiteindelijk het bevel over de Duitse troepen in Italië, waar hij de geallieerde opmars enorm wist te vertragen. Hij bereikte uiteindelijk de rang van veldmaarschalk.

De Luftwaffe stond er dan ook alleen voor, maar Hermann Göring die het bevel daarover voerde, beloofde Hitler dat hij RAF Fighter Command binnen een paar weken zou uitschakelen. Daarin vergiste hij zich danig. Hij had ook beter moeten weten want hij was er door de felle tegenstand van de RAF immers al niet in geslaagd om de evacuatie van ca. 330.000 man Britse en Franse troepen bij Duinkerke te voorkomen (Slag om Duinkerke). Bovendien waren bij de inval in Polen in 1939; bij de Slag om Den Haag in mei 1940 en de luchtgevechten boven Frankrijk daarna, al heel veel vliegtuigen en piloten van zijn Luftwaffe verloren gegaan. Anders dan de Britten, waren de Duitsers nog niet overgeschakeld op een oorlogseconomie en produceerden ze veel minder vliegtuigen dan ze verloren. Göring was er bovendien aan gewend geraakt dat hij vijandelijke vliegtuigen in grote aantallen op de grond kon vernietigen. Zowel de Polen als de Fransen (en later: de Sovjets) hadden de onverstandige gewoonte om hun toestellen in slagorde op te stellen langs de startbanen. Vanuit de lucht was het dan 'prijsschieten' voor de Luftwaffe. De Britten hadden echter hun toestellen op veel verschillende vliegvelden staan en juist kriskras en wijd uiteen waardoor ze veel minder kwetsbaar waren.
Om de RAF te vernietigen werden er aan de Franse kust 2.600 vliegtuigen verzameld: Luftflotte 2 onder Albert Kesselring en Luftflotte 3 onder Hugo Sperrle, in totaal ca. 1.200 bommenwerpers en een duizendtal jagers. Er werden ook aanvallen op havens en schepen gepland om de toevoerlijnen af te snijden van de Britse eilanden, die sterk afhankelijk waren van handel en voedselimport over zee.
De bedoeling van Göring was, met grote aantallen bommenwerpers de Britten tot overgave te dwingen. Hulp van land- en zeestrijdkrachten zou hierbij dan niet eens meer nodig zijn.
De beschikbare bommenwerpers waren:
- Dornier Do 17Z
- Dornier Do 215 (variant van de Dornier Do 17Z)
- Heinkel He 111
- Junkers Ju 88
- Stuka (populaire naam voor de Junkers Ju 87-duikbommenwerper)

De beschikbare jagers waren:
- Messerschmitt Bf 110 (jachtbommenwerper)
- Messerschmitt Bf 109

## De Slag

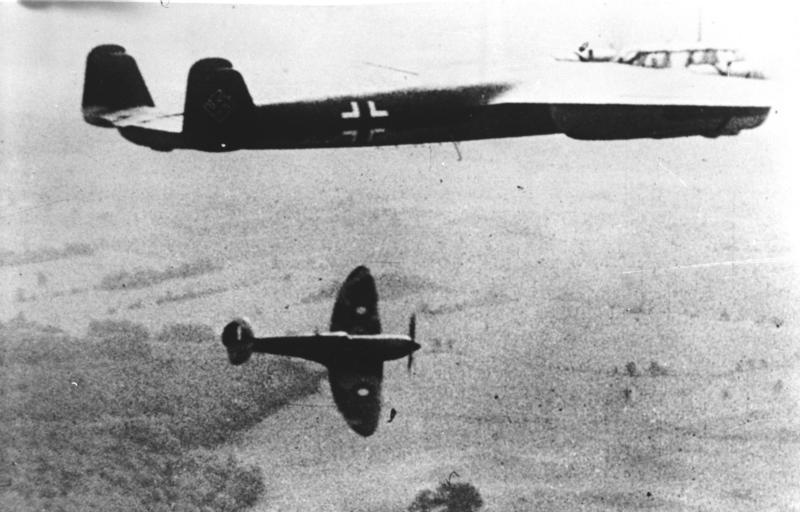
Een Spitfire (hier heel herkenbaar aan de door zijn ontwerper, Reginald Mitchell bedachte ovale vleugels) en een Dornier Do 17Z

De Slag om Engeland begon op 10 juli 1940 en verliep – tegengesteld aan het stereotype beeld van de desbetreffende landen – aan Engelse zijde heel planmatig en met welhaast organisatorische perfectie, maar juist met veel improvisatie aan de Duitse kant. Er kunnen vijf fasen worden onderscheiden.

### Deel 1: beginfase: Slag om het Kanaal, 10 juli - 12 augustus 1940
De slag om het Kanaal (Duits: Kanalkampf) bestond voornamelijk uit aanvallen van Duitse Stuka duikbommenwerpers op konvooien in het Kanaal. Deze gevechten waren voor de Duitse luchtmacht een goede manier om de sterkte van de RAF te testen en om de eigen piloten de nodige gevechtservaring op te laten doen. Deze missies verliepen steeds in het voordeel van de Duitsers, omdat die hun doelen konden uitkiezen en de Stuka's veelal hun werk konden doen voordat de Britse jagers ter plaatse konden zijn. Alle konvooien in het Kanaal permanent begeleiden was voor de RAF onmogelijk en uiteindelijk werden de konvooien, die door de Duitsers letterlijk werden gedecimeerd, dan ook afgelast.

### Deel 2: OperatieAdelaar, 13 augustus - 18 augustus 1940

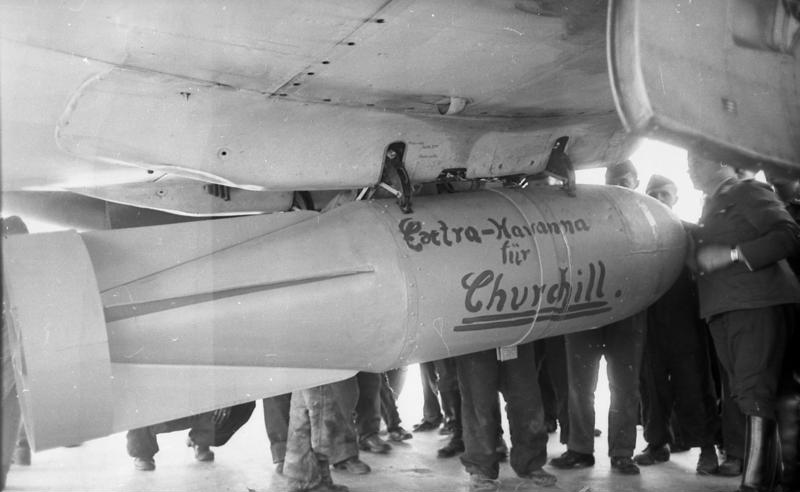
Een bom met opschrift 'extra havanna voor Churchill'

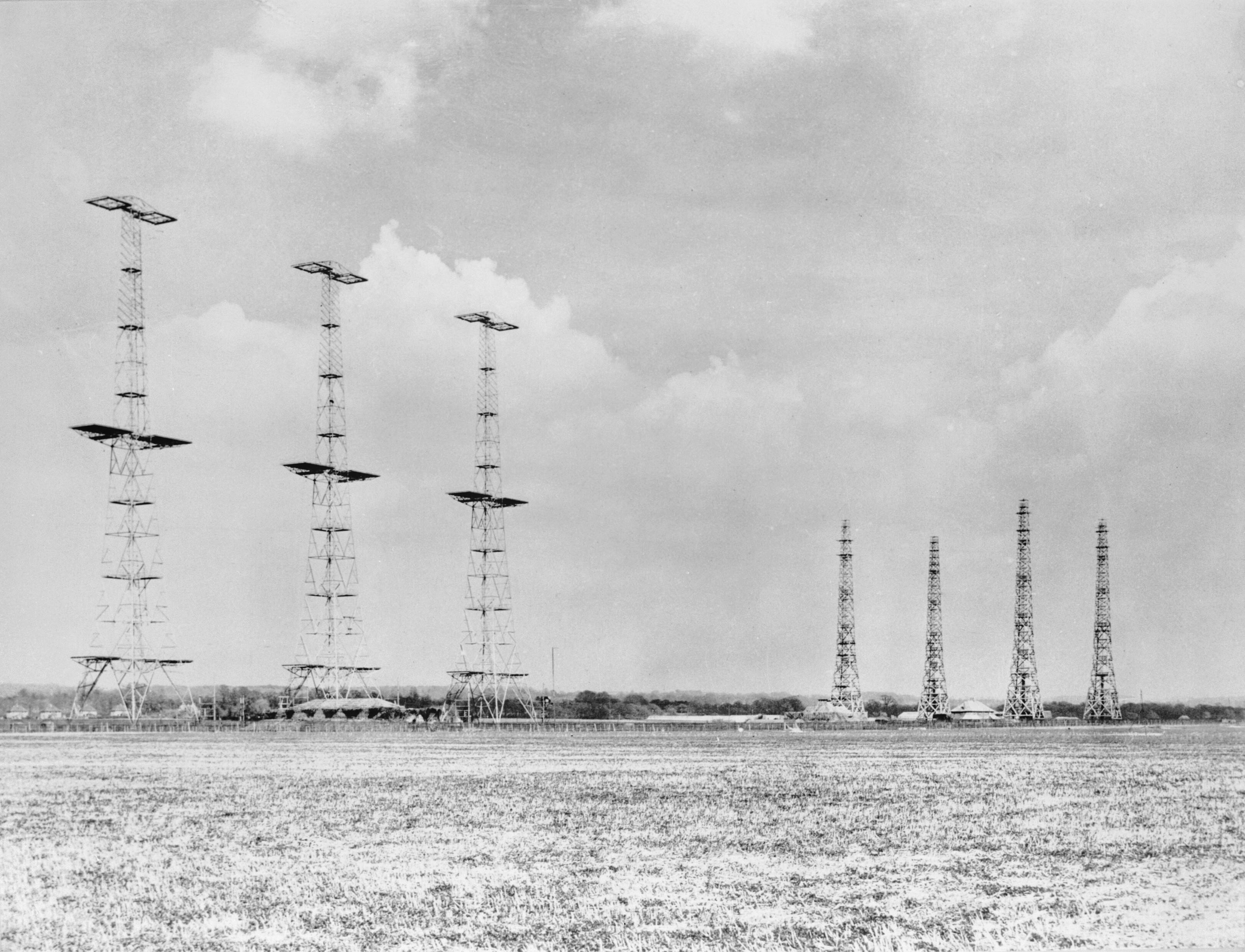
Chain Home-radartorens in Poling (Sussex). De horizontaal geplaatste platforms op de drie linker torens dragen de antennes voor de hoogtebepaling van de waargenomen vliegtuigen.

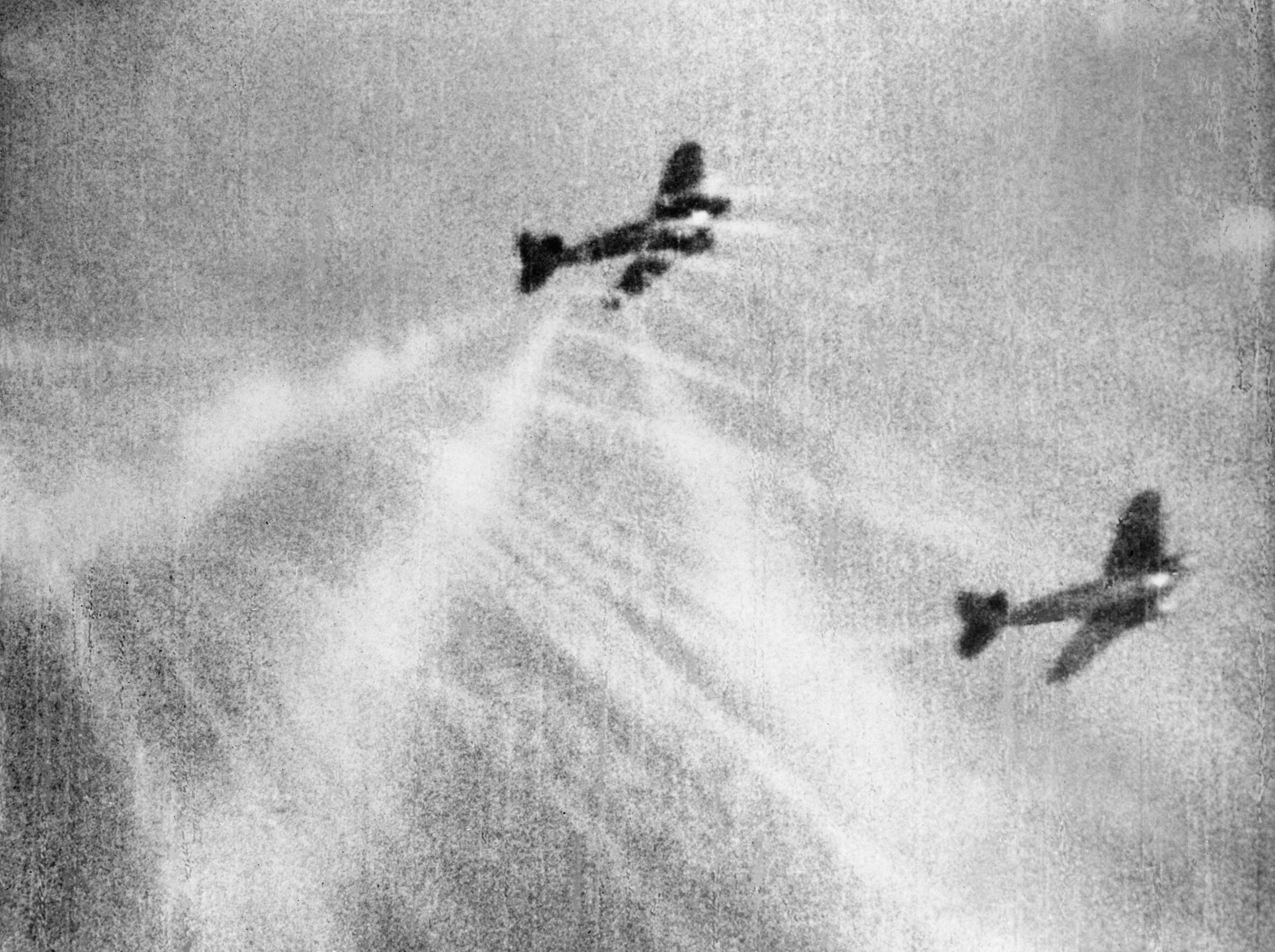
Een Spitfire beschiet een Heinkel He-111-bommenwerper. De witte strepen zijn lichtspoormunitie.

Op 13 augustus 1940 startte Operatie Adelaar (Duits: Adlerangriff; Adlertag), die de op dat moment grootste luchtaanval ooit zou worden. Duitse bommenwerpers maakten 485 vluchten en de jagers 1.000, bij aanvallen op de havensteden Plymouth en Southampton en op vliegvelden in Hampshire en Kent. De Luftwaffe verloor daarbij 45 vliegtuigen, de RAF 13.
Op 15 augustus volgde een aanval op de vliegvelden met een luchtvloot van 520 bommenwerpers en 1.266 jagers. Daarbij deed Göring een door hem lang voorbereide, vermeende meesterzet. Omdat het zuiden van Engeland in volle hevigheid werd bestookt (de Duitsers maakten die dag het recordaantal van tweeduizend vluchten), nam Göring aan dat de Britten alle jagers die zij nog hadden, wel naar het zuiden zouden hebben gedirigeerd. Hij viel daarom vanuit Noorwegen en Denemarken met Luftflotte 5, die onder bevel stond van Hans-Jürgen Stumpff, met 115 bommenwerpers het noordoosten van Engeland aan. Dat kon vanwege de grote vliegafstand niet anders dan met Bf 110-jachtbommenwerpers als beschermers waarvan er 35 meevlogen. Die waren echter geen partij voor de Britse jagers en de gok dat er geen Britse jagers meer in het noorden zouden zijn, liep voor de Duitsers heel slecht af. Van de aanvallers werden door Groep 13, onder bevel van Richard Saul, zonder ook maar een enkel verlies aan diens zijde, 23 toestellen met meer dan 100 bemanningsleden erin boven zee neergeschoten. Luftflotte 5 heeft daarna nooit meer iets van belang aan de slag om Engeland bijgedragen.
Uiteindelijk was de hele operatie Adelaar een mislukking voor Göring. De gevechten van een week kostten hem bijna 300 vliegtuigen tegen 200 in de hele voorafgaande maand. Een dergelijke uitputtingsslag was voor hem niet vol te houden. De instructie van Hitler luidde immers dat de Luftwaffe niet alleen de luchtheerschappij moest veroveren – waarvoor Fighter Command zou moeten worden uitgeschakeld – maar zelf ook nog sterk genoeg moest blijven om daarna de invasie door operatie Seelöwe mogelijk te maken. De enige manier om de Britse vloot daarbij op afstand te houden was immers vanuit de lucht. Göring had dus iets om over na te denken.

### Deel 3: Bombardementen van de vliegvelden, 24 augustus - 6 september 1940
Vanaf 19 augustus was er zulk slecht weer geweest dat er niet gevlogen kon worden. Op zaterdag 24 augustus scheen de zon echter weer en werd er dus weer gevochten. Die nacht gebeurde er echter iets waardoor het karakter van de gehele strijd een nieuwe wending nam. Nacht na nacht werden er bombardementen uitgevoerd op het estuarium van de Theems, maar Hitler had zijn luchtmacht uitdrukkelijk verboden om Londen te bombarderen. Hij wilde de weg vrijhouden voor de Britten om tot beëindiging van de vijandelijkheden te geraken zonder het gezichtsverlies dat een gebombardeerd Londen voor ze zou veroorzaken. De havengebieden die het voortdurend moesten ontgelden lagen echter vlak bij het Londense East End en in de nacht van 24 op 25 augustus ging het mis: ca. 100 bommenwerpers wierpen explosieven en brandbommen op de stad zelf, waarschijnlijk door een navigatiefout bij slecht zicht.
Churchill maakte zich over deze gebeurtenis zo kwaad dat hij – tegen alle dringende adviezen van zijn militaire adviseurs in – nog de volgende nacht 81 Wellington- en Hampden-bommenwerpers naar Berlijn stuurde. De actie leidde tot niets omdat de bommen grotendeels in de velden buiten de stad vielen, maar Göring was woest: hij had publiekelijk gegarandeerd dat er nooit een vijandige bom op Duitse bodem zou vallen. Hitler wilde de ban op het bombarderen van Londen echter niet meteen opheffen en zo bleef de strijd doorgaan op de wijze waarop die er vanaf Adlertag al was geweest: nachtbombardementen ten oosten van Londen en van de vroege morgen tot de late avond aanvallen op de vliegvelden.
Kesselring had voorheen tal van vliegvelden gebombardeerd die hetzij niet in actief gebruik, hetzij niet van Fighter Command waren, maar inmiddels bleek hij een beter inzicht te hebben gekregen. Essentiële vliegvelden als de sectorstations Manston, Kenley en Biggin Hill kregen het zwaar te verduren, en hoewel de strijd in de lucht voor Fighter Command nog steeds een voordelige ratio opleverde, werd de toestand steeds nijpender. Een simpele oplossing zou zijn geweest om de jagers naar vliegvelden boven de Thames te verhuizen, waar ze buiten bereik van de Bf 109's zouden zijn, maar Dowding was niet bereid om 'in eigen land' ook maar een millimeter terrein op te geven.
Churchill liet inmiddels iedere nacht bommenwerpers naar Berlijn vliegen en hoewel er nog steeds niets van belang werd geraakt (de navigatie van Bomber Command schoot indertijd schromelijk te kort), verloor Hitler zijn zelfbeheersing. In een schreeuwende, door de radio uitgezonden rede in het Berliner Sportpalast kondigde hij op 4 september aan dat hij Londen van de aardbodem zou doen verdwijnen.

### Deel 4: Slag om Londen, 7 september - 30 september 1940
Op donderdag 5 september gaf Göring aan Kesselring opdracht om een grootscheepse aanval op Londen uit te voeren. Dat Londen het doel werd, was een groot geluk bij een ongeluk. De aanvallen op de vliegvelden begonnen namelijk een tol te eisen die Fighter Command niet lang meer had kunnen opbrengen.
Het bombarderen van Londen bracht voor de Duitsers echter een probleem mee. Bommenwerpers moesten onderweg worden beschermd door jagers. Dat kon echter alleen effectief met de Messerschmitt Bf 109 gebeuren en een zwakte van dat toestel was het beperkte vliegbereik van ongeveer 800 km. Vanuit Calais lag Londen op de grens van de actieradius, zodat de jagers de bommenwerpers alleen dekking konden geven tot ze boven Londen waren. Zodra de jagers rechtsomkeert moesten maken waren de bommenwerpers dus geheel onbeschermd totdat ze op hun terugvlucht weer gezelschap konden krijgen van een nieuwe groep Duitse jagers vanuit Frankrijk. Boven Londen waren de bommenwerpers dus uiterst kwetsbaar. De Duitse piloten spraken daarom van “Die große Angstkurve über London” (de grote angstbocht boven Londen).
Gedurende enkele dagen gebeurde er echter vrijwel niets en zo kreeg Fighter Command de broodnodige adempauze die haar toeliet de vliegvelden weer volledig operationeel te maken en de piloten op krachten te laten komen. Die waren in de dagen van verbeten strijd soms zo uitgeput geraakt dat ze, na de zoveelste missie van zo'n dag, op weg naar de thuisbasis in de cockpit in slaap waren gevallen.
Op 7 september 1940 vond de grote aanval plaats. Meer dan 1000 vliegtuigen werden daarvoor ingezet en Göring was met zijn privétrein en volle entourage, in een nieuw wit uniform gestoken en met zijn unieke gouden baton van Rijksmaarschalk naar de Franse kust gereisd om vanaf de rotsen van Calais het spektakel gade te slaan. Hij werd door Kesselring en Loerzer ontvangen met de pracht en praal van een staatsbezoek. Aan de grote schare fotografen en verslaggevers verklaarde Göring dat hij persoonlijk het commando zou voeren, wat ook loze ijdelheid was omdat alles kennelijk al tot in detail was voorbereid. Om zes minuten voor vier verschenen er bij de radarstations in Engeland 'blips' op de schermen en na een paar minuten waren die ermee bezaaid. Op Bentley Priory werd Dowding uit zijn werkkamer geroepen en toen hij de Control Room bereikte, stond de landkaart al vol blokjes die vijandelijke formaties en hun vermoedelijke grootte aanduidden. Die zaterdagmiddag zagen de Engelsen plots een enorme horde vliegtuigen aankomen. De Duitse formatie was 30 kilometer breed en 60 kilometer lang. Het waren 372 bommenwerpers, geëscorteerd door 642 jachtvliegtuigen.
Voor de verdedigers was het op dat moment nog een verrassing dat deze enorme formatie (niemand had nog ooit zoveel vliegtuigen tegelijk in de lucht gezien) zich niet, zoals verwacht en gevreesd, bij de Britse kust opsplitste en vliegvelden aanviel, maar in zijn geheel rechtstreeks op Londen afkoerste. De reactie van Fighter command kwam daardoor later en minder precies dan gewenst. De jagerpiloten deden hun werk goed, maar de aanval was op zodanige schaal dat de Duitsers hun doel bereikten; grote delen van het havengebied stonden in brand en die nacht kwamen de bommenwerpers terug om te zorgen dat alles bleef branden. De Luftwaffe verloor bij de aanval 14 bommenwerpers en 16 jagers; 7 jachtbommenwerpers en 4 verkenners; 41 toestellen in totaal. Alle bemanningsleden (naast de 41 piloten nog zeventig man) kwamen om of werden krijgsgevangene gemaakt. Fighter Command verloor 23 jagers en zes piloten.

### Battle of Britain Day
In de ochtend van zondag 15 september lanceerde de Luftwaffe weer een grootscheepse aanval op Londen en vanwege het beslissende karakter van de toen uitgevochten slag is die dag de geschiedenis ingegaan als Battle of Britain Day. Aan Duitse zijde bestond de beschikbare luchtvloot uit 500 bommenwerpers, 120 jachtbommenwerpers (Messcherschmitt Bf 110) en 500 jagers (Messcherschmitt Bf 109). Fighter Command beschikte voor de verdediging over 630 jagers (voor ca. 1/3 Spitfires en 2/3 Hurricanes) in de relevante Groepen: 10 (zuidwest en Wales), 11 (zuidoost en Groot-Londen) en 12 (Midlands en East Anglia), onder bevel van respectievelijk Quintin Brand, Keith Park en Trafford Leigh-Mallory. Daarnaast was er nog een strategische reserve van 172 jagers in Groep 13 (Noord-Engeland en Schotland) onder Richard Saul. De 1120 Duitse vliegtuigen, waarvan 500 jagers, stonden dus tegenover 630 Britse jagers. Essentieel hierbij was dat de Duitsers een faliekant onjuist beeld hadden van de wederzijdse sterkte. Göring was in de eigen Duitse propaganda gaan geloven en meende in september 1940 dat hijzelf veel meer vliegtuigen over had dan er daadwerkelijk operationeel waren en dat Fighter Command nog hooguit vijftig jagers telde. Ook hadden de Duitsers geen idee van de doeltreffendheid van de Britse Chain Home-radarinstallaties en het Dowdingsysteem, waarvan ze deel uitmaakten.
Effectief werd slag geleverd door de commandant van de elfde Groep: de Nieuw-Zeelander Keith Park, met als diens Duitse tegenstrever Albert Kesselring. Tegen half elf arriveerde in Parks ondergrondse commandocentrum (operations room) in Uxbridge na korte vooraankondiging Winston Churchill, die daar al vaker was geweest omdat het op de route lag tussen diens buitenverblijf Chequers, waar hij feitelijk woonde, en Londen. Op een grote tafel en door verlichte symbolen aan de wand werd een duidelijk overzicht weergegeven van de situatie van zowel de eigen vliegtuigen als die van de Duitsers. Blijkens de informatie van de radarposten kwamen meer dan 200 Duitse vliegtuigen op Londen af.

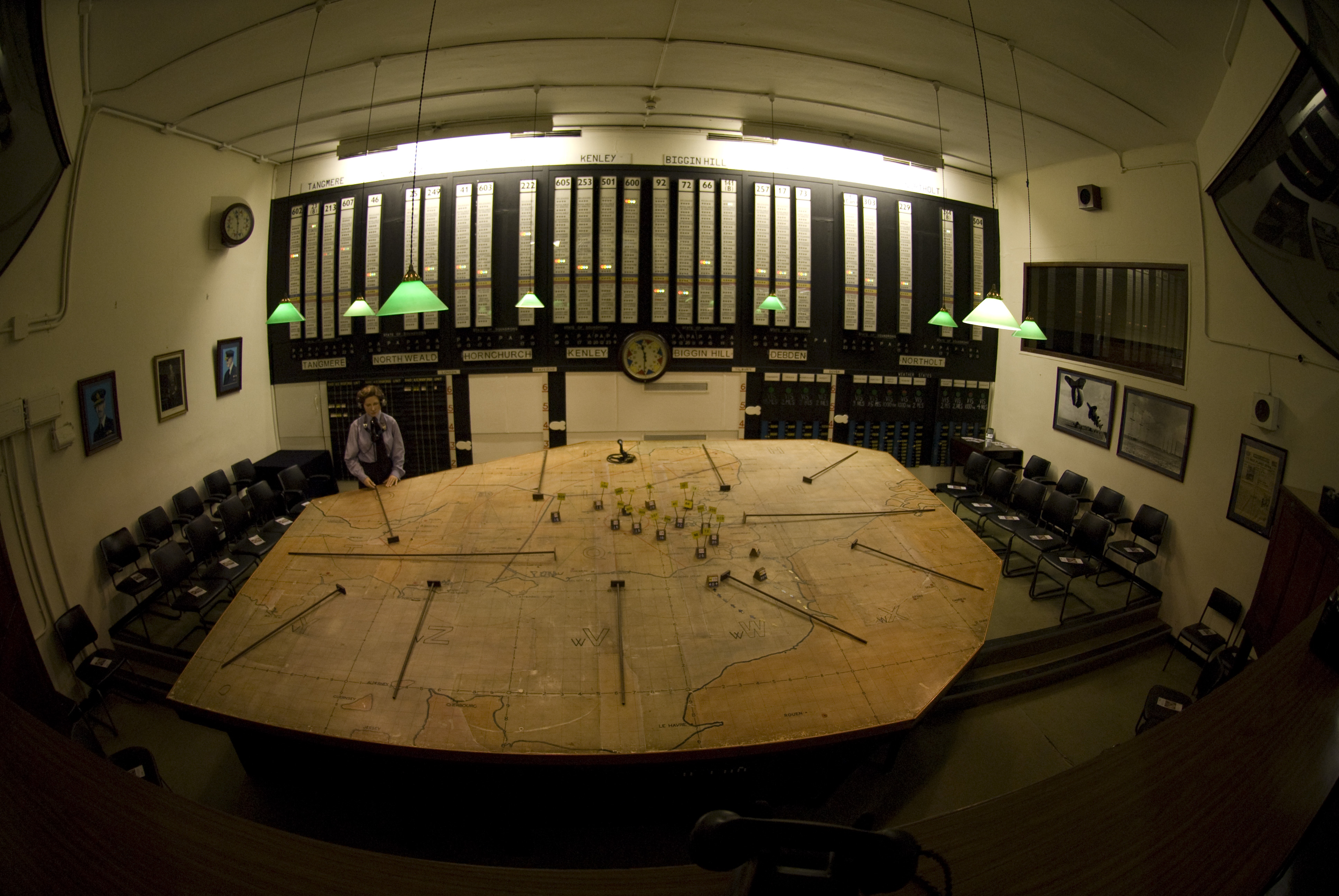
Operations room met plotting table in de bunker van Parks Groep 11 in Uxbridge. Zie op de achterwand de (deels verlichte) aanduidingen van de status van de eigen eskaders, gegroepeerd naar hun thuisbases, de sector-stations.

Om 11.03 uur stegen de eerste Spitfire-eskaders op: het 72e en het 92e (beide van Tangmere). Twee minuten later ook de Hurricanes van de eskaders 253 (Manston) en 501 (Middle Wallop). Kort daarna vertrokken de eskaders 41 en 603 (beide: Hornchurch), evenals het Poolse eskader 303 (Northolt).
Park realiseerde zich dat de Duitsers om ca. 12:00 boven Londen zouden aankomen. Hij waarschuwde daarom Groep 12, die op Duxford een 'Big Wing' van vijf eskaders had: het 242e Canadese (Hurricanes); 302e Poolse (Hurricanes); het 19e Britse (Hurricanes); het eveneens Britse 611e (Spitfires) en het 310e Tsjechische (Hurricanes). Bij eerdere gelegenheden kon de 'wing', die geleid werd door de Britse 'ace' Douglas Bader, niet effectief optreden omdat het erg lang duurde voordat de circa vijftig jagers waren opgestegen en er een formatie was gevormd. Kesselring liet namelijk als regel de Duitse formaties eerst gezamenlijk tot aan de Engelse kust vliegen. Daar splitsten ze zich dan in groepen die elk een verschillend doel aanvielen. Zo was er maar heel weinig tijd om die – dan pas te raden – doelen zelf te bereiken om ze te beschermen. De 'Big Wing' was daardoor steevast te laat. Nu was het echter op voorhand zo goed als zeker dat Londen het enige aanvalsdoel zou zijn en was er dus voldoende tijd omdat de Duitsers, terwijl die zich formeerden boven Amiens, al door de radar werden waargenomen. Parks Spitfires zouden het 'scherm' van hoog boven de formatie van bommenwerpers vliegende Duitse jagers onderweg moeten 'afpellen' zodat de lager vliegende bommenwerpers door de Hurricanes konden worden aangevallen. Tegen de tijd dat de bommenwerpers Londen bereikten, zouden ze erg kwetsbaar zijn en als alles goed ging zouden ze dan naast eskaders van groep 11, ook nog eens de Big Wing van Groep 12 tegenover zich vinden.
De Duitse formatie bestond uit 120-150 vliegtuigen. De radar kon niet 'zien' of het jagers of bommenwerpers waren. Dat was wel erg van belang want Kesselring stuurde regelmatig een groep van alleen jagers om de RAF-jagers omhoog te lokken, wat Park zoveel mogelijk probeerde te voorkomen. De Duitse jagers konden op zich geen kwaad en gevechten daarmee zouden hem alleen maar toestellen en piloten kunnen kosten. Het ging hem louter om de bommenwerpers. Park schatte in dat het deze keer wel degelijk jagers én bommenwerpers zouden zijn en dat bleek te kloppen. Zijn plan werkte voortreffelijk: het 'scherm' van Bf 109's werd op verschillende plaatsen met Spitfires doorbroken en de Hurricanes konden daardoor de bommenwerpers aanvallen. Dat gebeurde altijd frontaal om de formatie uiteen te jagen waarna de individuele bommenwerpers veel gemakkelijker neer te schieten waren.
De Duitsers moesten gedurende hun hele vlucht over Kent dus vechten tegen wat zij dachten dat 'de laatste 50 Engelse jagers' waren, maar die waren ze inmiddels tot hun verbazing al vier of vijf keer tegengekomen. Toen ze eindelijk boven Londen kwamen, werden ze daar opgewacht door de Big Wing. Het psychologische, afschrikwekkende effect daarvan was veel groter dan het militaire. De Duitse piloten maakten rechtsomkeert en wierpen hun bommen willekeurig af. Niettemin was het voor de Britten geen 'klinkende overwinning': de aanvallers hadden maar zes bommenwerpers en twaalf Bf109's verloren. Fighter Command verloor dertien jagers. Park was dus bepaald niet tevreden. Dat gold echter ook voor Göring, die op zijn beurt ook een veel beter resultaat had verwacht. Hij liet Kesselring daarom onmiddellijk een tweede aanval uitvoeren.
Om 13:45 werd door de radar een nieuwe formatie boven Frankrijk opgepikt. Om een beter inzicht in de aantallen en samenstelling te krijgen, liet Park een gereedstaande Spitfire als verkenner opstijgen. De Duitsers kwamen nu met in totaal 475 toestellen, waarvan 115 bommenwerpers, in drie parallelle kolommen. Dat was maar de helft van het aantal dat het weekeinde ervoor tegen Londen was ingezet, maar toen waren er twee keer zoveel jagers als bommenwerpers geweest en nu was de verhouding ruim drie op een. Park dirigeerde zijn eskaders Spitfires en Hurricanes weer met precisie naar de juiste hoogten en plaatsen. Omdat hij er zeker van was dat dit de maximale inspanning was aan Duitse zijde, riep hij een extra eskader op van Groep 10 en opnieuw de Big Wing van Groep 12.
Omdat duidelijk was dat Londen weer het doel zou zijn, viel hij de formatie niet onmiddellijk vanaf de kust aan, maar pas boven noord Kent en Londen zelf, als de piloten van de bommenwerpers zenuwachtig zouden zijn en in de Bf 109's de rode lampjes zouden gaan branden die aangaven dat er nog maar juist voldoende brandstof over was voor de terugvlucht over het Kanaal. Ook verzekerde hij daarmee dat in beginsel alle gevechten boven land zouden plaatsvinden om zo een minimum aan eigen piloten te verliezen en een maximum van de tegenstander uit te schakelen. Op het moment dat zijn voorste eskaders aanvielen, stuurde hij zijn reserve (602 en de Polen van 303) de lucht in om boven de sectorstations Northolt en Biggin Hill te patrouilleren.
Churchill keek naar Park, die, de handen op de rug gevouwen, achter zijn duty controller Air Commodore Willoughby de Broke stond. Alle lichtjes op de muur met de eskader-nummers gloeiden rood voor 'in gevecht' en Churchill wist door zijn vorige bezoeken enigszins hoe alles werkte. De status van de toestellen van de groepen 10 en 12 waren in de control room van Uxbridge niet te zien. Park maakte op hem een ongewoon gespannen indruk. 'Welke reserves zijn er nog?' vroeg Churchill. Park draaide zich om en antwoordde: 'geen enkele'. Park zei later tegen Churchill dat die daarop zwaarmoedig had gekeken. Churchill antwoordde dat dit heel goed zou kunnen omdat hij zich had gerealiseerd wat er gebeurd zou zijn als de Britse jagers zouden worden aangevallen op het moment dat ze aan de grond zouden staan om bijgetankt te worden en dat de hele oorlog dan in één middag verloren kon zijn.
Park had altijd zo vroeg mogelijk aangevallen om de bommenwerpers neer te halen voordat die hun lading konden afwerpen boven Londen. Dat zat er deze keer dus niet in want hij wilde Kesselring een klap uitdelen die hij niet meer zou vergeten. Dat moest dus op het kritische punt, boven Londen gebeuren en daarvoor had hij ook de Big Wing weer nodig. Inmiddels hadden zich tussen Gravesend en de oostelijke buitenwijken van Londen negentien eskaders, 185 jagers, op de drie kolommen gestort. Park wilde de formaties uiteenjagen voordat ze hun bommen lieten vallen en de individuele toestellen dan neerschieten. De RAF-jagers kwamen in hoofdzaak uit het noordwesten en de rechter van de drie kolommen Duitse toestellen kreeg daardoor de zwaarste klappen. De Bf 109's waren nu verspreid en zes eskaders Hurricanes gingen voluit voor de bommenwerpers. De middelste kolom die nog redelijk formatie had weten te behouden, werd aangevallen door vier eskaders die Park tot nu toe wat had achtergehouden omdat de piloten weinig gevechtservaring hadden en nog de (achterhaalde) officiële RAF-tactiek van het vliegen in v-vorm (vics) toepasten. De in formatie vliegende kolom was echter precies datgene waarvoor ze waren getraind en de aanval verliep daardoor goed. De linker kolom was nog het meest intact en de Bf 109's daarvan waren iets afgedaald om de bommenwerpers beter te beschermen. Ze raakten echter in gevecht met eskader 252 en de – zeer fanatieke – Polen van eskader 303. Eskader 73 kon toen een frontale aanval inzetten op de bommenwerpers.
Intussen waren de 49 piloten van de Big Wing, hoewel om 14:05 opgeroepen, nog aan het klimmen. Tegen 15:00 verschenen ze tussen Maidstone en Kenley op 4900 m hoogte. Zij werden daar van bovenaf aangevallen door Duitse jagers onder leiding van de ace Adolf Galland. Hij en zijn wingman kregen beiden een Hurricane te pakken en twee anderen raakten ieder een Spitfire waarvan er een neerstortte. Maar toen de bommenwerpers Londen naderden bleek alles inmiddels potdicht te zitten met zware bewolking en daarom maakten ze rechtsomkeert. De Britten interpreteerden dit als een victorie en joegen ze achterna.
De aanvankelijke claims van de RAF-piloten waren veel te hoog (ruim tweehonderd), wat een natuurlijk verschijnsel is omdat meerdere jagers op hetzelfde vijandelijke toestel schieten en dat dus allemaal claimen. Dowding was daarom heel streng: hij kende pas een succes toe als er een wrak was gevonden (zijn strategie van 'boven land' vechten maakte dat ook mogelijk). Uiteindelijk verloren – nadat er correct was geteld – de Duitsers 56 toestellen en de Britten 28. Een verhouding van exact 2:1 dus. Daarmee was Park echter niet tevreden; naar zijn mening waren er nog veel te veel bommen op Londen terechtgekomen. Churchill, die alles had gadegeslagen vanaf het balkon, was niettemin zeer onder de indruk van de wijze waarop Park had gehandeld. Hij vertrok om op Chequers zijn gebruikelijke middagslaapje te doen, maar was zo aangedaan dat hij pas uren later dan gebruikelijk, weer wakker werd.
Hitler had het moment waarop uiterlijk zou worden beslist over operatie Seelöwe voortdurend moeten verschuiven en nu was het te laat: de Noordzee zou te ruig zijn om de – op zich toch al weinig realistische – oversteek met rijnaken uit te voeren. Op 17 september pikte de Britse afluisterdienst een radiobericht op dat op Bletchley Park werd gedecodeerd. In juli was er al een bericht opgevangen waarmee aan een specifieke officier in Holland opdracht was gegeven om op vliegvelden het nodige te organiseren om snel inladen van manschappen en materieel mogelijk te maken. De strekking daarvan was duidelijk: in geval van een invasie van Engeland zouden de transportvliegtuigen zeer efficiënt moeten worden ingezet. Het nu afgeluisterde bericht informeerde deze officier dat de door hem geplaatste inrichtingen dienden te worden ontmanteld en dat hij zich vervolgens op zijn hoofdkwartier moest melden voor plaatsing elders. De Slag om Engeland was voorbij.

### Deel 5: eindfase, 1 oktober - 31 oktober 1940
Er werden door de Duitsers nog acties op kleinere schaal uitgevoerd, die echter geen wezenlijke invloed meer hadden. In plaats daarvan werd Londen maandenlang 's nachts gebombardeerd: de beruchte 'Blitz'. Die kon de spirit van de Britten echter niet breken en had daardoor geen strategisch effect.

## Nabeschouwing

### De technologie

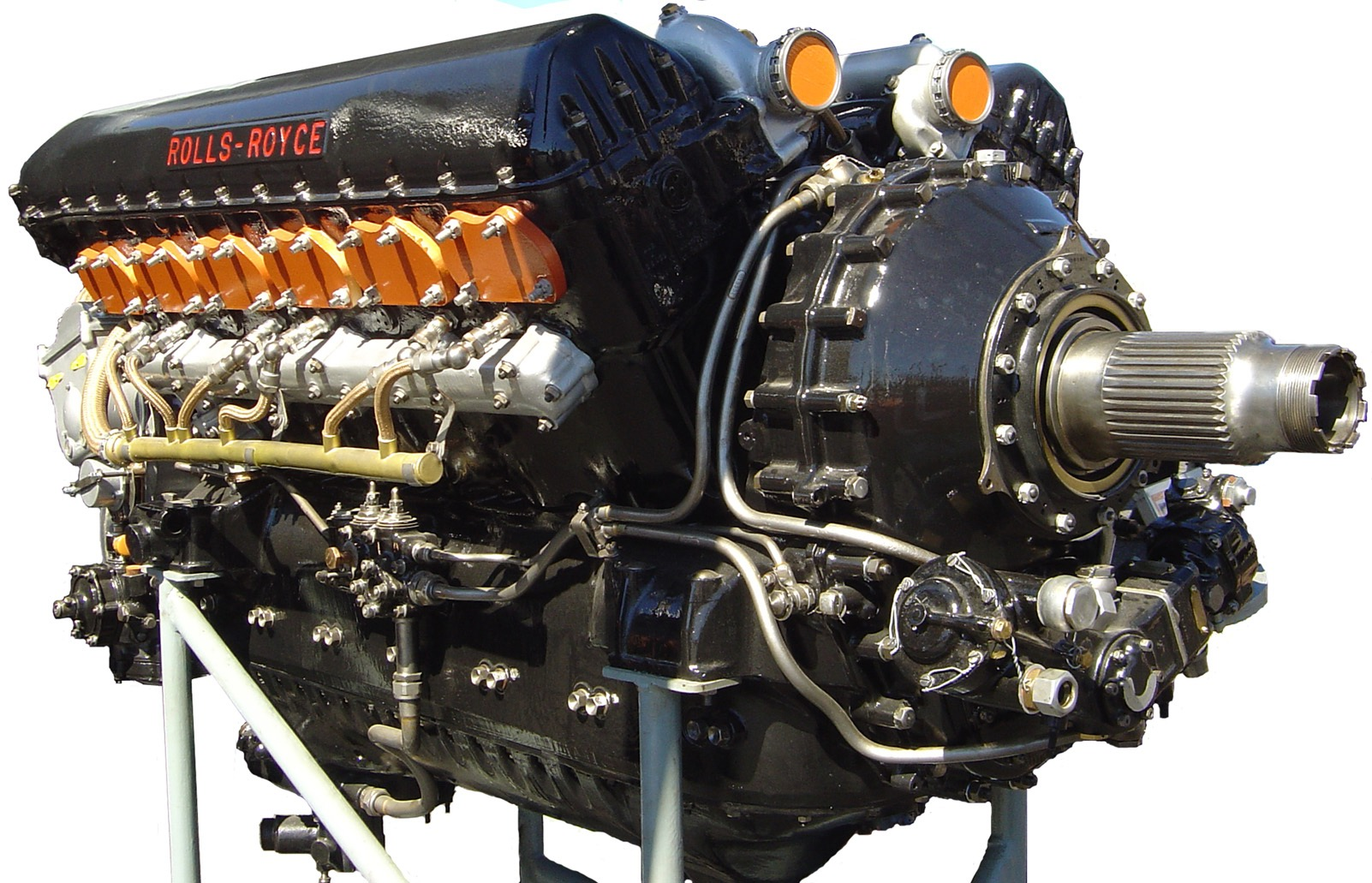
De Rolls-Royce Merlin 27-liter V12 met tweetraps compressor, die ca. 1000 pk leverde en zowel in de Hurricane als in de Spitfire als in de 4-motorige Lancaster-bommenwerper is gebruikt.

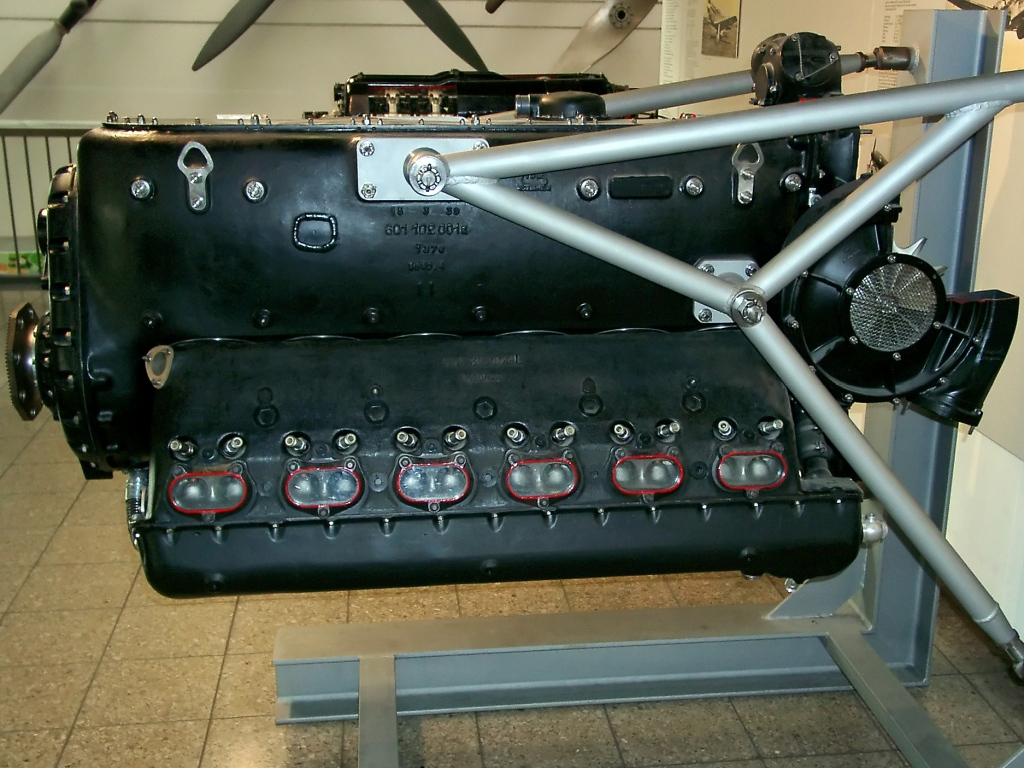
De Daimler-Benz DB 601-A 'geïnverteerde' (carter boven, cilinders onder) 33,9 liter-V12-vliegtuigmotor met enkelvoudige compressor en Bosch-injectiesysteem (op de foto afwezig). De motor was toegepast in alle vliegtuigen die in de Slag om Engeland aan Duitse zijde werden gebruikt.

De Britse en Duitse jachtvliegtuigen waren verregaand aan elkaar gewaagd. De motoren ervan gebruikten compressoren om een optimale cilindervulling te krijgen. De Daimler-Benz-motor had daarnaast al benzine-injectie en was in zoverre geavanceerder dan de Rolls-Royce Merlin die nog een carburateur had, hetgeen aanvankelijk problemen veroorzaakte.
De Messerschmitt Bf 109 en de Spitfire konden beide op grote hoogte vliegen en bereikten dezelfde snelheden. De Hurricane had een geringere vlieghoogte en was een fractie minder snel. Beide Britse toestellen hadden echter een krappere draaicirkel dan de Bf 109, wat een groot voordeel inhield. Een jachtvliegtuig beweegt zich te snel om het van opzij te raken; de aanvaller moet dus met de aangevallene in lijn vliegen en wel achter hem. Om in die positie te komen moest er niet alleen voldoende snelheid kunnen worden gemaakt maar ook scherp worden gedraaid. Wie het krapste kan draaien komt dan als eerste achter de ander.
Een fout van de Duitsers was dat ze de Hurricanes, die 2/3 van de Britse jagervloot uitmaakten, onderschatten. De Hurricane had – net als de ouderwetse dubbeldekkers – een romp die bestond uit houten spanten, bespannen met stof (Irish linen), maar was voorzien van een stalen buizenframe. Het toestel was daardoor toch zeer robuust; draaide nog krapper dan een Spitfire en kon dus een Messerschmitt uitmanoeuvreren en zo een luchtgevecht (Engels: dogfight; Duits: Kurvenkampf) winnen. Een favoriete tactiek van de piloten van zowel de RAF als de Luftwaffe was bij deze gevechten hun toestellen zo te manoeuvreren, dat ze bij het uitvoeren van hun aanval de zon in de rug hadden en de tegenstander konden verrassen doordat die hen door het tegenlicht niet of te laat zou zien naderen.
De Bf 109 was wel iets beter bewapend want die had twee machinegeweren en twee snelvuurkanonnen. De beide Britse toestellen hadden acht machinegeweren, maar die verschoten dus gering kaliber: geweerkogels, waarvan – ook al was het brandmunitie – letterlijk een kogelregen nodig was om een toestel neer te halen terwijl enkele goed gemikte kanonskogels daarvoor volstonden. De Spitfire kreeg daarom in een nieuwe versie vier in plaats van acht machinegeweren en twee door de Britten aangepaste Hispano-Suiza-20mm-snelvuurkanonnen. Voor alle kanonnen gold echter wel dat de hoeveelheid beschikbare munitie maar voor enkele seconden snelvuur volstond.

De Knickebein-zenders

Een belangrijk voordeel voor de Britten bestond erin dat ze over een nieuw wapen beschikten: radar. Daardoor wisten ze tijdig dat er een luchtaanval kwam en in welke omvang. Dankzij het Dowdingsysteem werd er optimaal gebruikgemaakt van die informatie, zodat de jagers al tevoren naar een strategisch geschikte plaats en hoogte konden worden gedirigeerd. De Duitsers beschikten ook over radar en zelfs van een betere kwaliteit, maar alleen voor maritiem gebruik: het Freyasysteem. De Kriegsmarine had daarvan het belang onderkend maar de Luftwaffe niet. Wetenschappers kunnen namelijk wel nieuwe technieken bedenken, maar een vast probleem is dat militairen daar dan niet altijd tijdig de waarde en mogelijkheden van inzien. Zo hadden de Duitsers op hun beurt wél hoogfrequente bundels van radiogolven   (Knickebein en het X-Gerät) om hun bommenwerpers 's nachts naar de juiste plaatsen te dirigeren, maar meende Bomber Command dat met klassieke navigatie op de sterren voldoende nauwkeurig kon worden gebombardeerd. Pas toen bleek dat de Britten soms niet eens de beoogde stad raakten, ging men overstag en werd er (pas vanaf 1942) genavigeerd met een eigen elektronisch systeem: Gee. Het grote voordeel voor Watson-Watt en diens team was dat aan hen nu juist – al ruim vóór de oorlog – de vraag was voorgelegd of er als nieuw wapen wellicht een 'dodelijke straal' was te bedenken om de bommenwerpers (die volgens de gangbare theorie immers 'overal door kwamen') aan te vallen. Het antwoord daarop luidde negatief, maar toen hij in plaats daarvan met het idee (afkomstig van Arnold 'Skip' Wilkins) kwam om met radiogolven de positie van vliegtuigen te bepalen werd dat door de luchtmacht, in de persoon van Dowding, met beide handen aangegrepen.
Er is ook wel als voordeel aangevoerd dat de Britse luchtmacht de beschikking zou hebben gehad over Duitse codeberichten die met de Enigma versleuteld waren. Dit lijkt echter in de Battle of Britain nog niet het geval te zijn geweest en in ieder geval niet van wezenlijk belang: in 1940 duurde het namelijk nog zo'n 48 uur voordat een bericht 'gekraakt' was – en dus veel te lang om een luchtaanval voor te zijn.

### De piloten

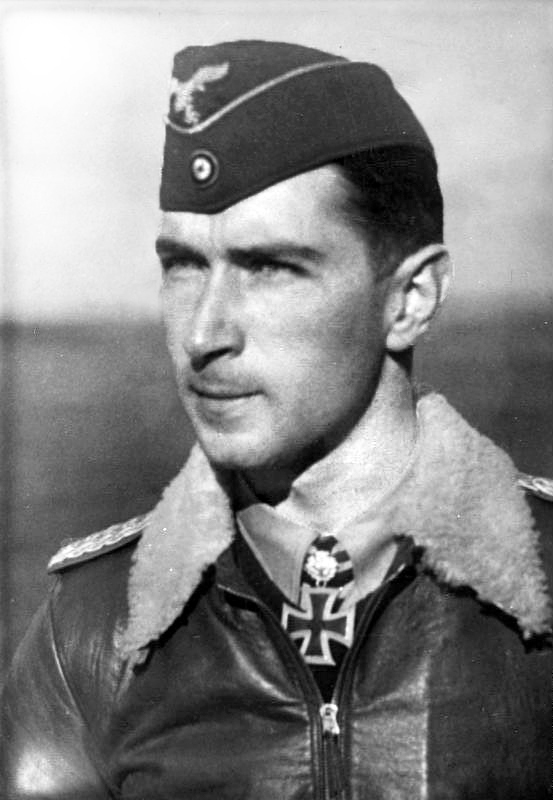
Werner Mölders schoot 54 vliegtuigen neer.

Historicus Bungay legt uit dat en waarom er maar enkele piloten zijn die het niveau van 'hunter-killer' bereiken en daardoor 'aces' worden. Een vergelijking van de aantallen individuele overwinningen van de aces over en weer in de Slag om Engeland toont aan Duitse zijde belangrijk hogere scores dan aan de Britse kant. Auteur en gepensioneerd wingcommander RAF Chris Goss geeft in de inleiding van diens boek over de Duitse aces een tabel weer van de top 20. De hoogste scores zijn van: Werner Mölders (54); Adolf Galland (49) en Helmut Wick (44). Aan de zijde van de RAF was Josef František (Tsjechisch lid van het Poolse eskader 303) met 17 bevestigde victories de topscoorder, gevolgd door Ginger Lacey, Eric Lock (beide 16) en Bob Doe (15).
De reden dat de Duitse aces driemaal zoveel toestellen konden neerschieten, is niet gelegen in superieure kwaliteiten maar is het effect van een cultuurverschil. De nazi's hanteerden een helden-ethos en verheerlijkten hun 'primadonna's', die hoge onderscheidingen kregen en door de propagandamachine van Joseph Goebbels, net als de succesvolle generaals van de Wehrmacht, voortdurend in de kranten werden geroemd zodat ze grote faam genoten. Deze piloten waren louter op eigen roem uit en vlogen allemaal met een tweede jager die geen andere taak had dan hen te beschermen, zodat zij zich helemaal op de prooi konden richten. De Britten waren van nature al wars van persoonsverheerlijking en de RAF werkte, veel meer dan de Luftwaffe, in groepsverband en daardoor uiteindelijk ook militair effectiever.
Daarnaast was er voor wat betreft de verliezen aan piloten een groot verschil door de geografie: de Britten speelden als het ware een thuiswedstrijd. Vliegers die een noodlanding of parachutesprong moesten maken, konden veelal daags erna weer aan de strijd deelnemen. De bemanningen van neergeschoten Duitse toestellen werden, als ze het al overleefden, krijgsgevangen gemaakt en waren dus voor de rest van de oorlog uitgeschakeld. Dowding buitte dit voordeel maximaal uit door de Duitse formaties zoveel mogelijk boven land aan te vallen.
De laatste nog levende piloot aan Britse zijde, John Hemingway, overleed in 2025 op 105-jarige leeftijd.

### Strategische consequenties
In Duitsland werd het afgelasten van de invasie van Engeland afgedaan als iets van weinig belang. Londen onderging weliswaar nog tot mei 1941 iedere nacht vreselijke bombardementen in de Blitz maar dat had geen enkel strategisch effect. De aandacht van Hitler en Göring verplaatste zich in feite ook al meteen naar de geplande invasie van de Sovjet-Unie. De Duitsers achtten de Britten, ook al waren ze niet overwonnen, niet meer in staat hen veel schade toe te brengen.
Zolang die er alleen voor stonden, was dat ook zo, daarom was alle hoop op Amerika gevestigd, maar dat was politiek isolationistisch: Amerika's deelname aan de Eerste Wereldoorlog was tegenover de bevolking gemotiveerd met het motto dat die oorlog het einde van alle oorlogen zou betekenen (“the war to end all wars”). Dat stond nog vers in het geheugen en nu vochten 'die verdraaide Europeanen' alweer. In feite heeft Duitsland er uiteindelijk zelf voor gezorgd dat de Britten twee machtige bondgenoten kregen: de Sovjet-Unie door het aanvallen van de Sovjet-Unie op 22 juni 1941 en de Amerikanen door de oorlogsverklaring van Hitler aan Amerika, vier dagen na de Japanse aanval op Pearl Harbor op 7 december 1941.
De uitkomst van de Slag om Engeland bracht met zich mee dat het Verenigd Koninkrijk van essentieel belang bleef voor de verdere oorlog. Als Engeland geen stand zou hebben gehouden, was alles anders verlopen. Zonder Engeland als 'springplank' zou Amerika geen enkel middel hebben gehad om Duitsland aan te vallen en het zou dan zelfs nog maar de vraag zijn geweest of de Amerikanen aan de Europese oorlog zouden hebben deelgenomen. In ieder geval zou de geallieerde landing in Normandië in 1944 onmogelijk zijn geweest.

### De afloop voor Dowding en Park

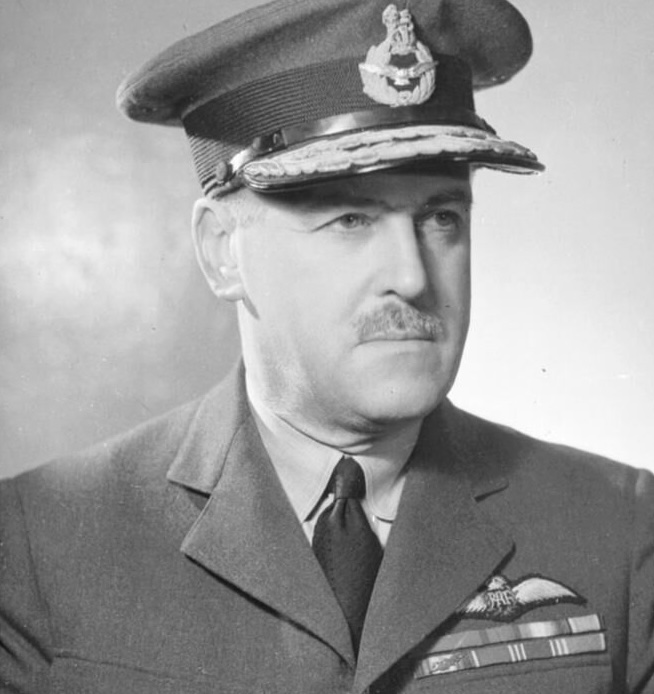
Trafford Leigh-Mallory

Dowding en Park hebben, mede door politieke machinaties van Trafford Leigh-Mallory, die – op zich niet onbegrijpelijk – zeer gefrustreerd was doordat zijn sector vrijwel niets te doen kreeg in de strijd, niet de eer gekregen die hun toekwam. Dowding, wiens pensionering al meerdere malen was uitgesteld, werd op 24 november 1940 vervangen door Sholto Douglas, die Park onmiddellijk verving door Leigh-Mallory. Park, die aanvankelijk in een trainingscommando was geplaatst, ging in 1941 als commandant naar Malta waar hij opnieuw tegenover Kesselring kwam te staan (en hem ook daar versloeg).
In november 1942 volgde Leigh-Mallory Sholto Douglas op, waarmee hij dus de voormalige functie van Dowding had bereikt. In 1945 zou hij het opperbevel krijgen van de RAF in Zuid-Oost-Azië, maar op weg daarheen verongelukte het vliegtuig dat hem vervoerde in de Alpen.
Park was in juni 1944 opperbevelhebber RAF Middle East Command geworden en in 1945 kreeg hij de post die Leigh-Mallory niet meer kon bekleden door diens overlijden: opperbevel Air Command South East Asia. Na de oorlog heeft Lord Arthur Tedder, de toen fungerende Marshal of the Royal Air Force, Park geëerd met de woorden 'If ever any one man won the Battle of Britain, he did' (als er één man is, die de Slag om Engeland heeft gewonnen, is hij het). Dowding werd geridderd en kreeg na zijn dood in 1970 een standbeeld.
Een belangrijke overeenkomst tussen beide mannen was dat ze zich erg bekommerden om het welzijn van hun ondergeschikten. Dowding had daar in de Eerste Wereldoorlog zelfs een knak in zijn carrière voor over gehad. Waar tal van hoge officieren zich als managers gedroegen, kwalificeerden zij nu juist als leiders.